# Prodotiscus
Prodotiscus is een geslacht van vogels uit de familie honingspeurders (Indicatoridae).

## Soorten
Het geslacht kent de volgende soorten:
- Prodotiscus insignis – Dwerghoningspeurder
- Prodotiscus regulus – Bruinrughoningspeurder
- Prodotiscus zambesiae – Grijze honingspeurder